# Мојанци (Кочани)
Мојанци (мкд. Мојанци) су насеље у Северној Македонији, у источном делу државе. Мојанци су у саставу општине Кочани.

## Географија
Мојанци су смештени у источном делу Северне Македоније. Од најближег града, Кочана, насеље је удаљено 6 km југозападно.
Насеље Мојанци се налази у историјској области Кочанско поље, у средишњем делу поља. Стога је сеоски атар равничарски и добро обрађен. Непосредно јужно од насеља протиче река Брегалница. Надморска висина насеља је приближно 320 метара. 
Месна клима је континентална.

## Становништво
Мојанци су према последњем попису из 2002. године имали 556 становника.
Претежно становништво у насељу су етнички Македонци (99%).
Већинска вероисповест месног становништва је православље.